# المعزبة (إب)

تعديل مصدري - تعديل

المعزبة محلة تابعة لقرية المشراق، التابعة لعزلة ميتم بمديرية إب إحدى مديريات محافظة إب في الجمهورية اليمنية.، بلغ تعداد سكانها 163 حسب تعداد اليمن لعام 2004.